# Импульсория
Импульсория (итал. impulsoria) — безмоторный локомотив с конным приводом, разработанный в 1850 году по проекту Клементе Массерано. Эта машина приводилась в движение лошадьми на беговой дорожке. Локомотив прошёл испытания в Лондоне и был выставлен на всемирной выставке в 1851 году.

## История
Изобретение успешного локомотива с движущейся беговой дорожкой было сделано Клементе Массерано из города Пинероло в Италии. Идея не была новой, но предыдущие попытки в Англии, Франции и Испании не увенчались успехом, хотя варианты техники с конным приводом, использующим бегущую дорожку, существовали с 1830-х годов. Локомотив был построен в Италии и доставлен в Англию. Для дальнейшей разработки проекта был сформирован синдикат, и локомотив был опробован на одной из линий (конечной) Лондонской и Юго-Западной Железной дороги Nine Elms линии South Western Railway в Лондоне, где он успешно поднялся на холм. Испытания были поддержаны директорами Юго-Западной железной дороги и при содействии их главного инженера Джона Гуча. Считалось, что устройство было бы намного дешевле в эксплуатации, чем паровоз. Устройство позволило бы заменить паровоз транспортным средством, которое использовало силу двух или четырёх лошадей, расположенных на беговой дорожке. Массерано назвал эту беговую дорожку «педивелла». Мощность конного привода передавалась на колёса цепями через коробку передач, которая позволяла ей подниматься. Утверждалось, что локомотив способен буксировать 30 вагонов даже при подъёме на склон и может использовать всего двух или четырёх лошадей.
Коробка передач позволяла лошадям всегда ходить с оптимальной скоростью, в то время как локомотив мог иметь ряд скоростей и крутящих моментов. Из-за использования коробки передач максимальная скорость не ограничивалась максимальной скоростью лошадей. Наличие задней передачи позволяло лошадям передвигать состав как в прямом, так и в обратном направлениях, а также было возможно отключить привод, чтобы транспортное средство могло остановиться, в то время когда лошади продолжали бежать по беговой дорожке. Транспортное средство передвигалось со скоростью 11 км/ч во время испытаний, но считалось, что окончательная версия будет достигать 24—33 км/ч и будет превосходить паровой двигатель по скорости.